# Pantalla mágica

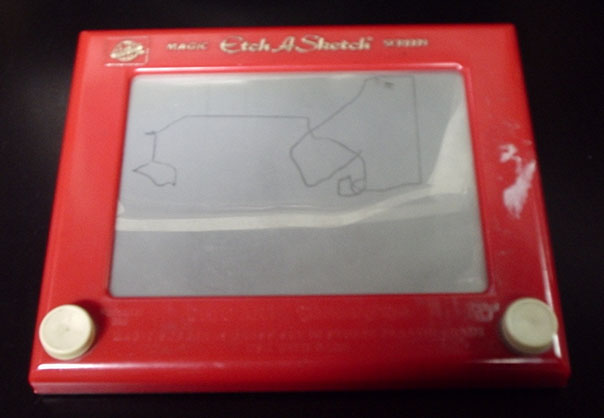
Una pantalla mágica.

La  Pantalla mágica  o  Magic Screen  o  Etch-a-sketch  es un juguete inventado en 1959 por el francés Arthur Granjean y lanzado comercialmente por la Ohio Art Company en 1960 bajo el nombre de   Etch A Sketch  . En Francia, este juego fue lanzado al mercado con el nombre Telecran.
El juguete es relativamente plano y rectangular, algo así como una muestra de televisión. Disponía de dos botones que había que girar para mover el cursor según las coordenadas X-Y y trazar una línea, horizontal o vertical, dependiendo del botón que se gire. Para borrar el dibujo, simplemente había que agitar el todo el conjunto.
Se hizo el lanzamiento con la eclosión de los baby boomers, la Pantalla mágica es uno de los juguetes más famosos de esta generación, y sigue siendo popular aún hoy en día.

## Funcionamiento
El juguete se puede considerar una versión simplificada de un plotter. La superficie interior de la pantalla de vidrio está recubierta con polvo de aluminio que luego es raspado por un lápiz móvil, dejando una línea oscura en la pantalla de color gris claro. El lápiz está controlado por los dos botones, uno de ellos que causa el movimiento horizontal y el otro el vertical. Para borrar el dibujo, el artista pone el juguete al revés y lo agita. Al hacerlo unas cuentas de estireno extienden el polvo de aluminio y vuelven a cubrir la superficie interior de la pantalla. La línea "negra" es sólo la exposición de la oscuridad del interior del juguete. Llenando grandes áreas en "negro" permitirá la entrada de suficiente luz para poder ver las partes del interior del juguete (ver foto).
- Datos: Q21573566